# 전읍복안로
전읍복안로(Jeoneupbokan-ro)는 울산광역시 울주군 두서면 중심부를 연결하는 도로이다.

## 노선 경로
- 전읍마을 - 반구대로 (국도 제35호선)
- 삼거리 명칭 미상 - 활천내와로